# Buró Político del Comité Central del Frente de Liberación de Mozambique
El Buró Político del Comité Central del Frente de Liberación de Mozambique o Buró Político del FRELIMO fue un politburó que ejerció interinamente la jefatura de estado y de gobierno de la República Popular de Mozambique tras la sorpresiva muerte de Samora Machel en un accidente de avión el 19 de octubre de 1986, hasta la elección como presidente de Joaquim Chissano el 6 de noviembre del mismo año. Estaba compuesto por diez miembros. Fue el organismo que dirigió al país durante las elecciones de 1986, últimas durante el período comunista.

## Miembros
| Miembro                    | Cargo                             |
| -------------------------- | --------------------------------- |
| Marcelino dos Santos       | Presidente de la Asamblea Popular |
| Sebastião Marcos Mabote    | Jefe de Estado Mayor del Ejército |
| José Óscar Monteiro        | Ministro de Presidencia           |
| Joaquim Chissano           | Ministro de Asuntos Exteriores    |
| Alberto Chipande           | Ministro de Defensa               |
| Armando Guebuza            | Ministro del Interior             |
| Jorge Rebelo               | Ministro de Información           |
| Mariano de Araújo Matsinhe | Ministro de Seguridad             |
| Jacinto Soares Veloso      | Ministro de Economía              |
| Mário da Graça Machungo    | Ministro de Industria y Comercio  |